# Aidas Giniotis

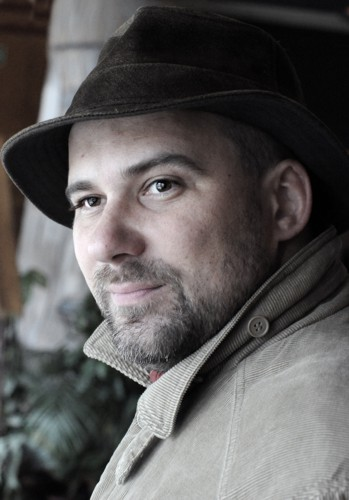
Aidas Giniotis (2015)

Aidas Giniotis (*  17. November 1964 in Šiauliai) ist ein litauischer Schauspieler, Regisseur und Theaterpädagoge.

## Leben.
1986 absolvierte er das Studium als Schauspieler an der Lietuvos valstybinė konservatorija (LVK)  bei der Kursleiterin Irena Vaišytė und 2005 das Masterstudium der Regie bei Jonas Vaitkus. Von 1986 bis 1989 lehrte er bei LVK, ab 2003 bei Lietuvos muzikos ir teatro akademija (LMTA). Seit 2009 ist er Leiter des Lehrstuhls  für Schauspiel und Regie an der Fakultät  für Theater und Kino der LMTA.
Beim Studium gründete er die Band der akustischen Musik  „Užsitęsusios vaikystės ruduo“. Von 1987 bis 1988 organisierte und führte  er Regie im Sportpalast Vilnius und Sporthalle Kaunas. Danach spielte er im Dramatheater Marijampolė. 1989 war er Mitgründer von Keistuolių teatras. Er spielte oder war Regisseur in mehr als  40 Theaterstücken und nahm an 6 TV-Filmen teil. 2002 war er Autor von zwei Theaterstücken in Elmshorn beim Theater „Ditchenbühne“ und 2004 im Dramatheater Klaipėda. 2006 gründete er in Vilnius das Theaterlabor „Atviras ratas“.

## Auszeichnungen
- 2005: Auksinis scenos kryžius
- 2006: Auksinis scenos kryžius
- 2008: Auksinis scenos kryžius
- 2010: Preis der Regierung Litauens (Lietuvos vyriausybės kultūros ir meno premija)